# ديبييندو باروا
ديبييندو باروا Dibyendu Barua (ولد في 27 أكتوبر 1966) لاعب شطرنج هندي يحمل لقب أستاذ كبير.
- هو ثاني لاعب شطرنج هندي يحصل على لقب أستاذ كبير بعد فيشفاناثان أناند بطل العالم السابق.
- أصبح في عام 1978 أصغر لاعب في بطولة الهند للشطرنج.
- في عام 1982 هزم المصنف الثاني عالمياً حينذاك فيكتور كورشنوي في لندن.
- فاز ببطولة الهند الوطنية للمرة الأولى عام 1983.
- حصل على لقب أستاذ كبير من الاتحاد الدولي للشطرنج فيدي عام 1991.

## وصلات خارجية
- ديبييندو باروا على موقع الاتحاد الدولي للشطرنج (الإنجليزية)
- ديبييندو باروا على موقع مباريات الشطرنج (الإنجليزية)
- ديبييندو باروا على موقع 365Chess.com (الإنجليزية)
- ديبييندو باروا على موقع Chesstempo.com (الإنجليزية)
- ديبييندو باروا على موقع الاتحاد الأمريكي للشطرنج (الإنجليزية)
- ديبييندو باروا سجل أولمبياد الشطرنج على موقع OlimpBase.org (الإنجليزية)